# Kyopoda lamberti
Kyopoda lamberti är en nässeldjursart som beskrevs av Helen K. Larson 1988. Kyopoda lamberti ingår i släktet Kyopoda och familjen Kyopodidae. Inga underarter finns listade i Catalogue of Life.